# Can I Go Now?
Can I Go Now é o segundo e último single do álbum  BareNaked  de Jennifer Love Hewitt, escrito por Mike Stevens, Livingstone Brown e Meredith Brooks, que também produziu a faixa. Foi lançado em 10 de março de 2002. O single falhou nas paradas dos Estados Unidos, mas alcançou a 12ª posição na Austrália e a 8ª na Holanda, tornando-se uma de suas canções de maior sucesso no exterior.

## lista de músicas
Maxi-CD (released Abril 3, 2002)
1. "Can I Go Now" (radio mix) – 3:34
2. "Just Try" (album version) – 3:43
3. "I Know You Will" (album version) – 3:17
4. "Can I Go Now" (video)

## Desempenho nas paradas

### Posições
| Top (2002-2003)                     | Melhor |
| ----------------------------------- | ------ |
| Argentina - Top 100 Singles         | 1      |
| Áustria - Ö3 Austria Top 75         | 1      |
| Austrália - Parada de Singles ARIA  | 1      |
| Brasil - Brasil Hot 100 Airplay     | 1      |
| Canadá - Canadian Hot 100           | 1      |
| Dinamarca - Tracklisten             | 1      |
| Estados Unidos - Billboard Hot 100  | 1      |
| Estados Unidos - Billboard Pop 100  | 1      |
| Estados Unidos - Adult Contemporary | 1      |
| Irlanda - IRMA                      | 1      |
| Nova Zelândia - Recorded Music NZ   | 1      |
| Chéquia - IFPI                      | 1      |
| Polónia - ZPAV                      | 1      |
| França - SNEP                       | 11     |
| Finlândia - Suomen virallinen lista | 10     |
| Reino Unido - UK Singles Chart      | 2      |
| Alemanha - Germany Singles Top 100  | 1      |